# São Vicente (freguesia da Madeira)
A Freguesia de São Vicente, com sede na vila que lhe deu o nome, é uma freguesia portuguesa do Município de São Vicente, com 43,70 km² de área e 2788 habitantes (censo de 2021), tendo, por isso, uma densidade populacional de 63,8 hab./km².
Localiza-se a uma latitude 32.8 (32° 48') Norte e a uma longitude 17.05 (17° 3') Oeste, estando a uma altitude de 271 metros. Tem uma estrada que liga Calheta e Santana. A atividade principal é a agricultura. Tem costa no Oceano Atlântico a norte.

## Demografia
A população registada nos censos foi:
| Distribuição da População por Grupos Etários | Distribuição da População por Grupos Etários | Distribuição da População por Grupos Etários | Distribuição da População por Grupos Etários | Distribuição da População por Grupos Etários |
| -------------------------------------------- | -------------------------------------------- | -------------------------------------------- | -------------------------------------------- | -------------------------------------------- |
| Ano                                          | 0-14 Anos                                    | 15-24 Anos                                   | 25-64 Anos                                   | > 65 Anos                                    |
| 2001                                         | 546                                          | 468                                          | 1644                                         | 678                                          |
| 2011                                         | 488                                          | 351                                          | 1621                                         | 679                                          |
| 2021                                         | 324                                          | 302                                          | 1430                                         | 732                                          |